# Lida Voorhees
Pour les articles homonymes, voir Voorhees.
Lida Voorhees (3 juillet 1864 - février 1934)  est une joueuse de tennis américaine de la fin du XIXe siècle. 
Elle a notamment atteint la finale en simple dames de l'US Women's National Championship en 1889, battue par Bertha Townsend. 

## Palmarès (partiel)

### Finale en simple dames
| No | Date       | Nom et lieu du tournoi                  | Catégorie | Surface      | Vainqueure      | Score    |          |
| -- | ---------- | --------------------------------------- | --------- | ------------ | --------------- | -------- | -------- |
| 1  | 11/06/1889 | US National Championships, Philadelphie | G. Chelem | Gazon (ext.) | Bertha Townsend | 7-5, 6-2 | Parcours |

## Parcours en Grand Chelem (partiel)
Si l’expression « Grand Chelem » désigne classiquement les quatre tournois les plus importants de l’histoire du tennis, elle n'est utilisée pour la première fois qu'en 1933, et n'acquiert la plénitude de son sens que peu à peu à partir des années 1950.

### En simple dames
| Année | - | - | - | - | Wimbledon | Wimbledon | US National        | US National     |
| ----- | - | - | - | - | --------- | --------- | ------------------ | --------------- |
| 1889  | - | - | - | - | -         | -         | Ch. R. finale      | Bertha Townsend |
| 1890  | - | - | - | - | -         | -         | All comer's finale | Ellen Roosevelt |
| 1891  | - | - | - | - | -         | -         | 1/2 finale         | Mabel Cahill    |

À droite du résultat, l’ultime adversaire.

### En double dames
| Année | - | - | - | - | Wimbledon | Wimbledon | US National             | US National               |
| ----- | - | - | - | - | --------- | --------- | ----------------------- | ------------------------- |
| 1889  | - | - | - | - | -         | -         | 1/2 finale Helen Day    | M. Ballard B. Townsend    |
| 1890  | - | - | - | - | -         | -         | 1/2 finale Mabel Cahill | E. Roosevelt G. Roosevelt |
| 1891  | - | - | - | - | -         | -         | 1/2 finale Helen Day    | E. Roosevelt G. Roosevelt |

Sous le résultat, la partenaire ; à droite, l’ultime équipe adverse.